# Kam Taylor
Kammron Taylor, detto Kam (Chicago, 28 agosto 1984), è un ex cestista statunitense, professionista nella NBDL e in Europa.

## Carriera

### High school e college
Ha giocato nella North Community High School di Minneapolis, nella quale oltre al basket (sport in cui nel suo ultimo anno ha vinto un campionato) ha praticato tennis e football.
Dal 2003 al 2007 ha giocato nella NCAA a Wisconsin. Nel suo primo anno in squadra ha disputato 18 partite ricoprendo un ruolo marginale nella squadra, che a fine stagione ha vinto il torneo della Big Ten Conference. Nel suo secondo anno ha invece iniziato a giocare con più regolarità ed ha tenuto una media di 8,4 punti di media a partita. Dal 2005 al 2007 è stato invece titolare, con medie di rispettivamente 14,2 e 13,3 punti di media a gara. Nell'arco del suo quadriennio ha giocato in totale 119 partite in NCAA, con 10,3 punti, 2,2 rimbalzi e 1,7 assist di media a partita, ed ha partecipato in ognuno dei suoi quattro anni al torneo NCAA, sfiorando l'accesso alle Final Four per l'assegnazione del titolo nazionale nel suo secondo anno.

### Professionista
Non è stato scelto da nessuna squadra nel Draft NBA 2007; ha iniziato la sua carriera professionistica in Spagna a L'Hospitalet, squadra militante nella seconda divisione iberica, con cui ha giocato 34 partite segnando una media di 15,4 punti ad incontro. Ha poi iniziato la stagione 2008-2009 al Kepez Belediyesi Antalya, squadra della massima serie turca, con cui in 8 partite ha segnato 10,6 punti di media a gara; successivamente è passato al Beirasar Rosalia, ancora nella seconda divisione spagnola, dove ha tenuto una media di 18,1 punti a partita. Ha iniziato la stagione 2009-2010 nella massima serie francese con Le Havre, per poi trasferirsi nella primavera del 2010 allo Szolnoki Olaj, in Ungheria. Dopo un breve periodo agli Iowa Energy in NBDL (è stato tagliato prima dell'inizio del campionato) nel gennaio 2011 ha giocato 2 partite con la maglia del Keravnos, squadra della prima divisione di Cipro. Ha poi concluso la stagione 2010-2011 ai Guerreros de Bogota, in Colombia. Nel gennaio del 2012 ha firmato un contratto con i venezuelani del Panteras de Miranda, mentre nel febbraio dello stesso anno si è trasferito allo Dnipro-Azot, in Ucraina, dove ha tenuto medie di 14,6 punti, 2,2 rimbalzi e 3,6 assist a partita. Nella stagione 2012-2013 ha giocato nella massima serie tedesca con Ludwigsburg, squadra da cui è stato svincolato il 10 gennaio 2013 e in cui segnava 13,2 punti di media a partita. Nella stagione 2013-14 dopo aver partecipato al training camp dei Boston Celtics ha giocato 9 partite nella NBDL con i Maine Red Claws (squadra affiliata ai Celtics), con 6,2 punti, 1 rimbalzo, 2,2 assist e 0,9 palle recuperate in 17,2 minuti di media a partita. Ha terminato anzitempo la sua stagione a causa di un grave infortunio al ginocchio. Nel 2015 si accasa ai Gigantes de Guayama, con cui gioca in totale 26 partite a 12,5 punti, 2,3 rimbalzi e 2,6 assist di media a partita.

## Palmarès
- Torneo della Big Ten Conference (2004)
- All-Big Ten Second Team (2007)